# Boarmia jejunaria
Boarmia jejunaria är en fjärilsart som beskrevs av John Henry Leech 1897. Boarmia jejunaria ingår i släktet Boarmia och familjen mätare. Inga underarter finns listade i Catalogue of Life.